# Physica Scripta
Physica Scripta  är en svensk vetenskaplig tidskrift för experimentell och teoretisk fysik, ägd av Institute of Physics Publishing (IOPP).
Physica Scripta ägdes tidigare av Kungliga Vetenskapsakademien och utges sedan 1970 som efterföljare till Kungliga Vetenskapsakademiens tidigare tidskrift Arkiv för fysik. Första huvudredaktören från 1970 var Lamek Hulthén.